# Renium(VI)oxide
Renium(VI)oxide is een oxide van renium, met als brutoformule ReO3. De stof komt voor als een corrosief en hygroscopisch geel kristallijn poeder, dat onoplosbaar is in water. Het is het enige stabiele trioxide uit groep 7 van het periodiek systeem.

## Synthese
Renium(VI)oxide kan bereid worden door reductie van renium(VII)oxide met koolstofmonoxide:
{\displaystyle {\ce {Re2O7 + CO -> 2ReO3 + CO2}}}
Eveneens is reductie met metallisch renium mogelijk:
{\displaystyle {\ce {3Re2O7 + Re -> 7ReO3}}}

## Kristalstructuur en eigenschappen
Renium(VI)oxide neemt een kubische kristalstructuur aan. Het behoort tot ruimtegroep Pm3m. De lengte van de eenheidscel bedraagt 374,8 picometer. In het kristalrooster wordt ieder reniumatoom omringd door zes zuurstofatomen.
In verhitte sterke basen dissocieert renium(VI)oxide in ReO2 en ReO4−.
Renium(VI)oxide is een buitenbeentje in de groep der metaaloxiden: het gedraagt zich immers als een metaal. De resistiviteit daalt sterk met dalende temperatuur. De kristallen bezitten ook een typische metaalglans, wat eerder ongewoon is voor oxiden.